# Takeru Muraoka
Takeru Muraoka (japans 村岡 健, Muraoka Takeru, * 12 januari 1941) is een Japanse jazzsaxofonist (tenorsaxofoon).

## Biografie
Takeru Muraoka werkte vanaf het midden van de jaren 60 met Hideo Shiraki (waarmee hij in 1965 speelde op het Jazzfest Berlin), Shungo Sawada en Terumasa Hino, tevens was hij lid van het Kikuchi-Hino Quintet. In 1970 nam hij voor Philips zijn debuutalbum Takeru op, waaraan Masabumi Kikuchi, Yoshio Ikeda en George Otsuka meewerkten. In 1971 volgde het live-album Right and Tie (met Takao Uematsu, Hiromasa Suzuki, Yoshio Chin Suzuki en Motohiko Hino) en in 1978 verscheen een studioplaat met fusion-invloeden, Soft Landing. In de jaren 70 werkte hij o.a. met Akira Ishikawa, Jun Fukamachi, Hiromasa Colgen Suzuki en Masako Miyazaki, in de jaren tachtig met Keiko Saijo. George Kawaguchi en zangeres Yasuko Agawa. In 1985 nam hij de plaat Stardust: Takeru Muraoka Plays Standards op (voor Columbia/SONY), met jazzstandards als "After You’ve Gone“, "On the Sunny Side of the Street“, "Smoke Gets in Your Eyes“ en "I Can’t Get Started“.  In de jazz nam hij tussen 1965 en 1992 deel aan 35 opnamesessies.